# Hällvattnet
Der Hällvattnet ist ein 6,72 km² großer See in der Gemeinde Örnsköldsvik in Schweden. Er liegt auf 216,1 m ö.h. und hat eine Länge von 2,0 km, bei einer maximalen Breite von 600 m und einer maximalen Tiefe von 47 m.

## Geographie
Der See liegt südlich vom Myckelgensjösjön und wird zu diesem vom Hällån entwässert. Der Hällvattnet hat eine sehr langgestreckte Form, mit einer Länge von fast zehn Kilometern, jedoch einer Breite von nur gut einem halben Kilometer. In einem der Quellflüsse, dem Kunnån, kann Waschgold gefunden werden.

## Fauna
Im Hällvattnet leben als Relikt der letzten Eiszeit die Ruderfußkrebse Limnocalanus macrurus. Wie weitere verwandte Arten stellen sie in vielen Seen in der Region um den Hällvattnet eine wichtige Nahrungsgrundlage für die heimischen Fischpopulationen dar und sind zudem ein Indikator für einen stabilen pH-Wert im Wasser. An größeren Fischarten leben unter anderem Hecht und Barsch im See, die auch bei Anglern sehr beliebt sind.